# Операція «Атлантик»
Операція «Атлантик» (англ. Operation Atlantic) — наступальна операція канадських військ в період з 18 по 21 липня 1944 року у ході битви за місто Кан.
Наступ канадських військ здійснювалося одночасно з проведенням британцями операції «Гудвуд», й на початковій фазі їй сприяв успіх. Війська спромоглися просунути вглиб оборони вермахту біля річки Орн у Сент-Андре-сюр-Орн, проте згодом атака 4-ї та 6-ї канадських піхотних бригад у хребта Верр'єр захлинулася, канадці зазнали великих втрат й змушені були зупинитися.

## Історія

### Передумови
10 липня 1944 року генерал Бернард Монтгомері, командувач усіма наземними військами союзників у Нормандії, провів у своєму штабі зустріч з командувачами 2-ї британської армії лейтенант-генералом Майлзом Демпсі та 1-ї американської армії генерал-лейтенантом Омаром Бредлі. В ході наради вищі офіцери обговорили свої плани, щодо чергового наступу, який планується провести силами 21-ї групи армій після завершення операції «Чарнвуд» і провалу першого наступу американської армії Бредлі. Монтгомері схвалив замисел операції «Кобра», котру планувалося розпочати 18 липня силами 1-ї армії, і наказав Демпсі «продовжувати завдавати удари: відтягуючи німецькі сили, особливо бронетанкові, на себе — щоб полегшити шлях для Бредлі».
14 липня почалося детальне планування операції «Гудвуд». Наступного дня Монтгомері видав письмовий наказ Демпсі про зменшення масштабів операції, за яким операція змінювалася з «глибокого прориву на глибину оборони противника на наступ в обмежених рамках». Наміром операції було тепер «втягнути німецькі бронетанкові формування в бій», де знищити їх «до такої міри, що вони не матимуть подальшої цінності для німців», а також покращити положення 2-ї армії. У розпорядженнях зазначалося, що «перемога на східному фланзі допоможе нам здобути те, що ми хочемо на західному фланзі», але застережували, що операції не повинні загрожувати позиціям Другої армії, оскільки це «міцний бастіон», необхідний для успіху операції, що проводитимуть американці.
II канадський корпус лейтенант-генерала Г.Сімондса за планом операції «Атлантик» мав провести атаку на західному фланзі VIII корпусу, щоб звільнити Коломбель та решту частини Кан на південь від річки Орн. Після захоплення цих районів корпус повинен був бути готовий захопити хребет Верр'єр Рідж. Спільна операція «Атлантик — Гудвуд» повинна була розпочатися 18 липня, за два дні до запланованого початку операції «Кобра».
Командир II канадського корпусу генерал Г.Сімондс планував провести операцію силами 2-ї і 3-ї канадських піхотних дивізій у два етапи: захопити Восель, Коломбель і протилежний берег річки Орн. Вранці 18 липня 3-тя дивізія генерала Рода Келлера перетне Орну поблизу Коломбеля, а потім рухатиметься на південь до шосе № 158. Надалі 3-тя дивізія рухалася в напряму на Кормель для його захоплення. 2-га дивізія під командуванням генерала Чарльза Фоулкса атакуватиме з вихідного району у Кані в загальному напрямку на південний схід, форсувати Орн, і захопити околиці Восель. Потім обидві канадські дивізії мали використати Кормель як вихідний рубіж для подальшого наступу на височину поблизу хребта Верр'єр за три милі на південь.

### Битва
Вранці 18 липня після важкої вогневої підготовки атаки передові підрозділи 3-ї канадської піхотної дивізії змогли захопити Коломбель і Фобур-де-Восель — серію промислових передмість на південь від Кана вздовж річки Орн. До середини дня дві роти «Чорного дозору» переправились через річку Орн. Додаткові батальйони 5-ї бригади зуміли пробитися на південь до Сент-Андре-сюр-Орна. Забезпечивши східний берег річки Орн, 4-та і 6-та канадські піхотні бригади вийшли на рубіж переходу в атаку для наступу на хребет Верр'єр.
Верховне командування вермахту усвідомлювало стратегічне значення гірських височин на цій ділянці фронту. Попри тому, що висоти ніде не перевищували 27 метрів заввишки, воно домінувало над дорозою Кан-Фалез, і створювало серйозну перешкоду союзним військам в їхніх планах прорватися на оперативний простір південніше Кана. На цьому напряму оборону утримували формування I танкового корпусу СС Зеппа Дітріха, кістяк яких становили частини 1-ї танкової дивізії Лейбштандарте-СС «Адольф Гітлер».
Канадські підрозділи 2-ї дивізії змогли закріпитися на позиціях біля Сент-Андре-сюр-Орні в перші години 20 липня, але незабаром були притиснуті до землі потужними німецькими атаками за підтримки танків. Спроба прямої атаки канадського підрозділу на схили хребта Верр'єр провалилася, оскільки сильний дощ перешкодив повітряній підтримці й перетворив землю в багнюку, ускладнюючи маневр танкам. Контрудари двох німецьких танкових дивізій змусили канадців відступити на вихідний рубіж до наступу, де зав'язалися запеклі бої, під час яких обидві сторони зазнали великих втрат. Канадський ессекський шотландський полк втратив понад 300 осіб, намагаючись стримати 1-шу танкову дивізію СС «Адольф Гітлер». Тим часом на східному фланзі решта I танкового корпусу СС вела найбільшу танкову битву в кампанії, в ході операції «Гудвуд». Зазнавши великих втрат канадці зупинилися, хребет все ще перебував у ворожих руках.
Однак, командир корпусу генерал Саймондс залишався завзятим у намаганні опанувати хребет. Він направив два батальйони для перелому ситуації на свою користь. 21 липня вони провели контратаки і зуміли стримати броньовані формування Дітріха. На момент припинення операції канадські війська тримали кілька опорних пунктів на хребті, включаючи надійну позицію на висоті 67. Чотири німецькі дивізії все ще утримували гірський хребет. Загалом, дії за опанування хребта Верр'єр під час операції «Атлантик» призвели до понад 1300 жертв союзників.